# Wärmeleistung (Heiztechnik)
Unter Wärmeleistung, Heizleistung oder thermischer Leistung versteht man den bei Energieumwandlungsprozessen entstehenden Anteil der Leistung, der als Wärme nutzbar ist. Die Wärmeleistung entspricht der Feuerungswärmeleistung (Wärmebelastung) abzüglich der Verluste durch unvollständige Verbrennung, der ungenutzten Restwärme im Abgas und der Wärmeverluste des Wärmeerzeugers.
Am häufigsten wird der Begriff für Heizungsanlagen verwendet. Hierbei ist entscheidend, dass die Wärmeleistung einer Heizungsanlage (z. B. 10 kW) ausreicht, um die Heizlast des zu beheizenden Hauses (z. B. 8 kW) zu decken. Ist die Wärmeleistung der Heizungsanlage deutlich zu hoch, führt das in der Regel zu einem ineffizienten Betrieb. Dabei ist der Effekt bei moderner Heiztechnik wie z. B. Wärmepumpen relevanter als bei klassischer, auf Verbrennung basierender Wärmeerzeugung. 
Eine wichtige rechtliche Funktion erhält die Wärmeleistung beim Neu-Einbau von Hybrid-Heizungen. Nach Gebäude-Energie-Gesetz muss zur Erfüllung der 65%-Regel die Leistung der Wärmepumpe mindestens 30 Prozent oder 40 Prozent der Leistung des Spitzenlasterzeugers entsprechen.
Die Wärmeleistung wird in kW, MW oder GW angegeben. Ältere Maßeinheiten sind die Wärmeeinheiten (WE) und kcal/h (1000 kcal/h = 1,163 kW).
{\displaystyle {\dot {Q}}={\frac {m\cdot c\cdot \Delta \delta }{t}}={\dot {m}}\cdot c\cdot \Delta \delta }